# Galați
Galați (på tyska och i äldre svenska sammanhang Galatz) är en stad (municipiu) i det historiska landskapet Moldova i östra Rumänien. Staden ligger vid floden Donau, cirka tio kilometer från en punkt (i Donau) där gränserna för Rumänien, Moldavien och Ukraina möts. Där utgör den en viktig hamnstad och en del av ett av de största ekonomiska centrumen i Rumänien och Moldavien. Galați utgör också residensstad i länet Galați. Befolkningen uppgick till 306 000 invånare enligt folkräkningen 2015.
Cirka 20 kilometer söder om Galați ligger staden Brăila, även den belägen vid floden Donau.

## Historia
Galați grundades år 1445 av prins Stefan II. Staden har ett utmärkt strategiskt läge mellan sumpmarkerna vid Sirets förgrening med Donau och sjön Brateș och har därför varit starkt befäst Stadens glansperiod inleddes 1856, då sjöfarten på Donau blev fri (se Europeiska Donaukommissionen) och fungerade som huvudstapelplats för områdena kring nedre Donau. Den har fungerat som Rumäniens främsta importhamn.

## Klimat
Klimatet är tempererat. Medeltemperaturen på sommaren är 21,3 grader och på vintern pendlar temperaturen mellan 0,2 och −3 grader.

## Näringsliv
I stadens näringsliv utmärks följande:
- Stålproducenten Arcelor Mittal
- Malmhamnen
- Hamnen i övrigt
- Skeppsvarvet

## Sevärdheter
I Galați finns många sevärdheter såsom museer, parker, teatrar, bibliotek och en vacker botanisk trädgård. Stadens naturhistoriska museum kallas även Botaniska trädgården och ligger på västra stranden av Donau. Botaniska trädgården upptar en yta på 18 hektar. Museet invigdes 1992 och den första planteringen genomfördes 1994. Det historiska museumet invigdes den 24 januari 1939 i samband med 80-årsdagen av sammanslagningen av de båda rumänska furstendömena. Dramateatern Fani Tardini grundades 1955 och är uppkallad efter skådespelerskan Fani Tardini (1823–1908). Det är en dramatisk teater med ett permanent teatersällskap som består av 25 skådespelare, två regissörer och en scenograf. Teatern Nae Leonard grundades 1956. Teatern organiserar årligen nya operor, operetter och konserter. Staden har också ett stort antal kyrkor.